# Prunelli-di-Fiumorbo
Prunelli-di-Fiumorbo település Franciaországban, Haute-Corse megyében. Lakosainak száma 3736 fő (2022. január 1.). Prunelli-di-Fiumorbo Ghisonaccia, Isolaccio-di-Fiumorbo, Poggio-di-Nazza és Serra-di-Fiumorbo községekkel határos.

## Népesség
A település népességének változása:
| Lakosok száma | 1536 | 2339 | 2647 | 3036 | 3498 | 3578 | 3660 | 3667 | 3719 | 3736 |
|               | 1968 | 1982 | 1990 | 2006 | 2013 | 2015 | 2017 | 2019 | 2020 | 2022 |